# Flughafen Sitten

i7
i11
i13
Der Flughafen Sitten (französisch Aéroport de Sion, IATA-Code: SIR, ICAO-Code: LSGS) ist ein Regionalflughafen und ehemaliger Reduitflugplatz der Schweizer Luftwaffe in Sitten (Schweiz). Die wichtigste Fluggesellschaft am Flughafen ist die schweizerische Air-Glaciers. Sie ist im Kanton Wallis neben Air Zermatt auch für die Luftrettung zuständig. Daneben bieten mehrere Anbieter touristische Alpenrundflüge mit Kleinflugzeugen oder Helikoptern an. Ein Grossteil der Flüge sind nicht kommerzieller Art, etwa die von Flugschulen. Auf dem Flughafen können maximal eine Boeing 737 oder ein Airbus A320 (von der Grösse des Flugzeuges her) landen und zu einem Zeitpunkt abgefertigt werden.

## Fluggesellschaften und Ziele
Zwischen 1996 und 2005 gab es in Sitten auch Linienverkehr. In den Jahren 2018 und 2019 nahm die Swiss saisonal gewisse Flüge nach Zürich und London Heathrow auf, diese werden von Helvetic Airways durchgeführt.
Es waren weitere Linienflüge geplant: Ab dem Winterflugplan 2017 wollte die virtuelle irische Fluggesellschaft PowdAir sechs Destinationen im Vereinigten Königreich sowie den Flughafen Hamburg und Flughafen Antwerpen von ihrer geplanten Basis am Flughafen Sitten aus bedienen. Aufgrund finanzieller Engpässe wurde die Aufnahme von Flügen Anfang Dezember 2017 auf unbestimmte Zeit verschoben. Die Fluggesellschaft wurde nie gestartet. Ihre Flüge sollten von der dänischen Fluggesellschaft Backbone durchgeführt werden. Diese stellte im Januar 2018 den Geschäftsbetrieb ein und eröffnete das Insolvenzverfahren.
Im Sommer 2022 stellte sich die Situation so dar:
| Fluggesellschaft           | Ziele                         |
| -------------------------- | ----------------------------- |
| Helvetic Airways (Charter) | Palma de Mallorca (saisonal)  |
| Aero                       | London Farnborough (saisonal) |
| Air Mountain               | Calvi (saisonal)              |
| Air Mountain               | Figari (saisonal)             |
| Air Mountain               | St. Tropez (saisonal)         |
| Air Mountain               | Rom (saisonal)                |

## Zahlen
2020 zählte der Flughafen 21'701 Passagiere (2015 waren es 32'544) und 37'348 Flugbewegungen (2015 waren dies 40'242).
Für An- und Abflüge stehen in Sitten eine befeuerte Hartbelagpiste von 2000 m Länge und eine Graspiste von 660 m Länge zur Verfügung. Der Flughafen könne bis zu 2600 Passagiere pro Tag abfertigen (Angabe aus 2007).

## «Air Shows» in Sitten
Am 14. und 15. Juni 1986 fand eine Airshow statt, die ca. hunderttausend Zuschauer besucht haben dürften. Bei dieser Gelegenheit landete eine Airbus A310 der Swissair in Sitten.
Weitere Airshows fanden 1997 und 2011 statt.
Vom 15. bis 17. September 2017 fand die vorerst letzte Airshow statt. Die Besucherzahl wurde auf über 50'000 geschätzt.
Eine für 2021 geplante weitere Airshow wurde im März 2019 abgesagt, weil einerseits ein Defizit von rund 100'000 Franken für die letzte Ausgabe entstanden war und auch logistische Probleme die Vorbereitung erschwerten.

## Militärische Nutzung
Die Schweizer Luftwaffe nutzte Sitten als einen ihrer vier Jetflugplätze neben Payerne, Meiringen und Emmen. Es handelte sich dabei um das Flugplatzkommando 14 Sion. Nebst den Propellerflugzeugen Pilatus PC-6, Pilatus PC-7, Pilatus PC-9, Pilatus PC-21 und Hubschraubern wurde er von den Kampfjets F/A-18 und F-5 Tiger genutzt. Er war die Heimatbasis der Milizpilotenstaffeln Fliegerstaffel 19 Swans mit F-5E. Sitten ist mit einer Kabelfanganlage für Fanghakenlandungen der F/A-18 ausgerüstet. Die Autobahn A9 wurde so gebaut, dass sie bei Bedarf als Start- und Landepiste für Militärflugzeuge genutzt werden konnte. Mit dem Stationierungskonzept der Armee war vorgesehen, dass sich die Luftwaffe nach 2018 von Sitten zurückzieht und dieses nur noch als rein ziviler Flugplatz betrieben wird, jedoch als Ausweichflugplatz für die Kampfjets nutzbar bleibt. Die Luftwaffe hatte im Spätherbst 2016 die Piste nochmals saniert.

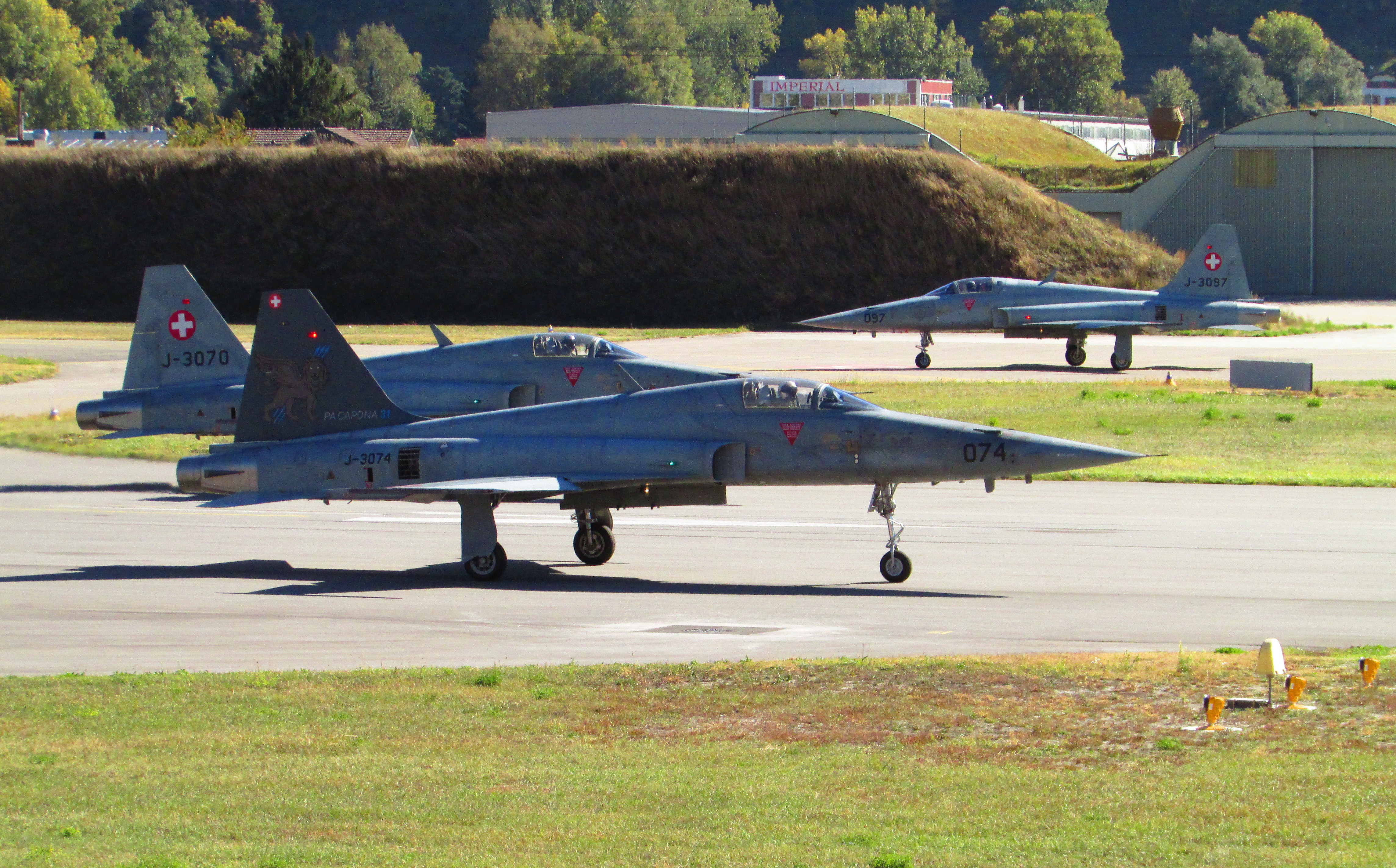
Mehrere F5-Tiger der Schweizer Luftwaffe in Sitten

Ab 1. Januar 2022 soll der Flughafen in zivile Verantwortung übergeben werden, eine entsprechende Vereinbarung wurde 2017 unterzeichnet. Bis Ende 2021 hat das VBS die Flugplatzinfrastrukturen weiter unterhalten. Sitten bleibt gegen Zahlung einer jährlichen Pauschale von 300'000 Franken Ausweichflugplatz bei Notfällen. Die Lernwerkstätte für Polymechaniker blieb bestehen (bis 2029).